# مارتن ليفا
مارتن ليفا (بالإسبانية: Martín Leiva) مواليد 23 أبريل 1980 في بوينس آيرس، هو لاعب كرة سلة أرجنتيني. بدأ مسيرته الاحترافية في سنة 1997. يلعب مع فريق بنيارول في دوري كرة السلة الوطني الأرجنتيني كلاعب وسط. يبلغ طوله 6 قدم 10.75 بوصة (2.1 م). مثّل منتخب بلاده. شارك في دورة الألعاب الأولمبية الصيفية سنة 2012. حقق المركز الأول في بطولة أمم الأمريكتين لكرة السلة 2011.

## المسيرة الاحترافية
لعب مع فيرو كاريل أويستي لكرة السلة من سنة 1997 إلى 2001، ثم لعب مع بوكا جونيورز من سنة 2001 إلى 2007، ثم لعب مع نادي ليون لكرة السلة في الدوري الإسباني في موسم 2008–2009، ثم لعب مع بينارول دي مار ديل بلاتا في الدوري الأرجنتيني من سنة 2009 إلى 2015، ثم لعب مع ريجاتاس كوريينتس في سنة 2015.

## الميداليات
| الميدالية | المسابقة                             |
| --------- | ------------------------------------ |
| فضية      | بطولة أمم الأمريكتين لكرة السلة 2005 |
| فضية      | بطولة أمم الأمريكتين لكرة السلة 2007 |
| ذهبية     | بطولة أمم الأمريكتين لكرة السلة 2011 |

## روابط خارجية
- مارتن ليفا على موقع الاتحاد الدولي لكرة السلة (الإنجليزية)
- مارتن ليفا على موقع كرة السلة الأوروبية.كوم (الإنجليزية)
- مارتن ليفا على موقع ريلجم (الإنجليزية)
- مارتن ليفا على موقع بروبوليرز (الإنجليزية)
- مارتن ليفا على موقع سبورتس رفرنس (الإنجليزية)
- مارتن ليفا على موقع أوليمبيديا (الإنجليزية)